# L'Anti-gang
Pour plus de détails, voir Fiche technique et Distribution.
L'Anti-gang (Sharky's Machine) est un film de Burt Reynolds, sorti en 1981.

## Synopsis
Ce film raconte l'histoire d'un flic des stups aux méthodes musclées, « Sharky » (Burt Reynolds), muté à la brigade des mœurs à la suite d'une bavure. Il ne lui faudra pas longtemps pour lever un lièvre de taille et mettre au jour un réseau de prostitution de haut vol.

## Fiche technique
Sauf mention contraire, cette fiche technique est établie à partir d'Internet Movie Database.
- Titre original : Sharky's Machine
- Titre français : L'Anti-gang
- Réalisation : Burt Reynolds
- Scénario : Gerald Di Pego d'après le roman de William Diehl
- Décors : Phil Abramson
- Costumes : Norman Salling
- Photographie : William A. Fraker
- Montage : Terry Liebling
- Production : Hank Moonjean
- Société de production : Deliverance Productions et Orion Pictures
- Société de distribution : Orion Pictures et Warner Bros.
- Pays de production :  États-Unis
- Langue originale : anglais
- Format : couleur - 35 mm
- Genre : Film policier
- Durée : 122 minutes
- Dates de sortie :
  - États-Unis : 18 décembre 1981
  - France : 7 juillet 1982
- Classification :
  - États-Unis : : Restricted (Interdit aux mineurs de 17 ans non accompagnés d'un adulte).
  - France : interdiction aux mineurs de 13 ans à sa sortie, interdiction aux mineurs de 12 ans depuis la réforme de 1990.

## Distribution
- Burt Reynolds (VF : Daniel Gall) : Tom Sharky
- Charles Durning (VF : Jacques Deschamps) : Friscoe
- Vittorio Gassman (VF : Georges Aminel) : Victor D'Anton
- Brian Keith (VF : Raymond Loyer) : Papa
- Bernie Casey (VF : Sady Rebbot) : Arch
- Rachel Ward (VF : Évelyn Séléna) : Dominoe
- Darryl Hickman (VF : Patrick Poivey) : Smiley
- Earl Holliman (VF : Francis Lax) : Donald Hotchkins
- Henry Silva (VF : Roger Rudel) : William "Billy Score" Scorelli
- Richard Libertini (VF : Joël Martineau) : Nosh
- John Fiedler : Twigs
- Hari Rhodes (VF : Sady Rebbot) : Highball
- Joseph Mascolo (VF : Jacques Richard) : JoJo

Sources et légende : Version française (VF) sur RS Doublage